# Вальта, Лео
Лео Вальта (фин. Leo Walta; род. 24 июня 2003, Вантаа, Финляндия) — финский футболист, полузащитник шведского клуба «Сириус» и сборной Финляндии.

## Карьера

### «ХИК»
В январе 2019 года стал игроком «ХИКа», где был заявлен за вторую команду. Дебютировал в Лиге Какконен в матче с «Йиппо». 

### «Норшелланн»
В сентябре 2019 года перешёл в команду «Норшелланна» U19. В июле 2021 года стал игроком основной команды. Дебютировал в Суперлиге Дании 18 июля 2021 года в матче с «Виборгом». В Кубке Дании сыграл в матче с «ВСК-Орхус». 